# Tobias Feisthammel
Tobias Feisthammel (* 22. Februar 1988 in Reutlingen) ist ein deutscher Fußballspieler.

## Karriere
Feisthammel spielte in der Jugend jeweils fünf Jahre für die TuS Metzingen und den SSV Reutlingen 05 und wechselte 2002 zum VfB Stuttgart. 2006 spielte er für die zweite Mannschaft des VfB in der Regionalliga Süd und kam in dieser Zeit auch zu zwei Einsätzen in der deutschen U-19-Nationalmannschaft.
Sein Profidebüt gab Feisthammel am 26. Juli 2008 am ersten Spieltag der Saison 2008/09 für die VfB-Reserve in der 3. Profi-Liga gegen Kickers Offenbach. Zur Spielzeit 2010/11 wechselte er in die 2. Bundesliga zu Alemannia Aachen. Mit der Alemannia stieg er in der Saison 2011/12 als Tabellenvorletzter aus der 2. Liga ab.
In der Sommerpause 2012 wechselte Feisthammel zum SC Paderborn 07. Er unterschrieb einen Zweijahresvertrag. Im Juli 2013 wechselte er vorzeitig zum Drittligisten MSV Duisburg. Zur Saison 2016/17 kehrte er zur zweiten Mannschaft des VfB Stuttgart zurück.
Am 10. Januar 2018 wechselte Feisthammel zu den Stuttgarter Kickers, mit denen er am Saisonende aus der Regionalliga Südwest abstieg. Im Sommer 2020 schloss er sich dann dem Verbandsligisten TSV Essingen an. Seit 2021 spielt er für den Landesligisten SV Breuningsweiler.